# La Tour-de-Peilz
La Tour-de-Peilz (toponimo francese; in tedesco Vivis zum Thurn, desueto) è un comune svizzero di 11 652 abitanti del Canton Vaud, nel distretto della Riviera-Pays-d'Enhaut; ha lo status di città.

## Geografia fisica
La Tour-de-Peilz è affacciato sul lago di Ginevra.

## Monumenti e luoghi d'interesse

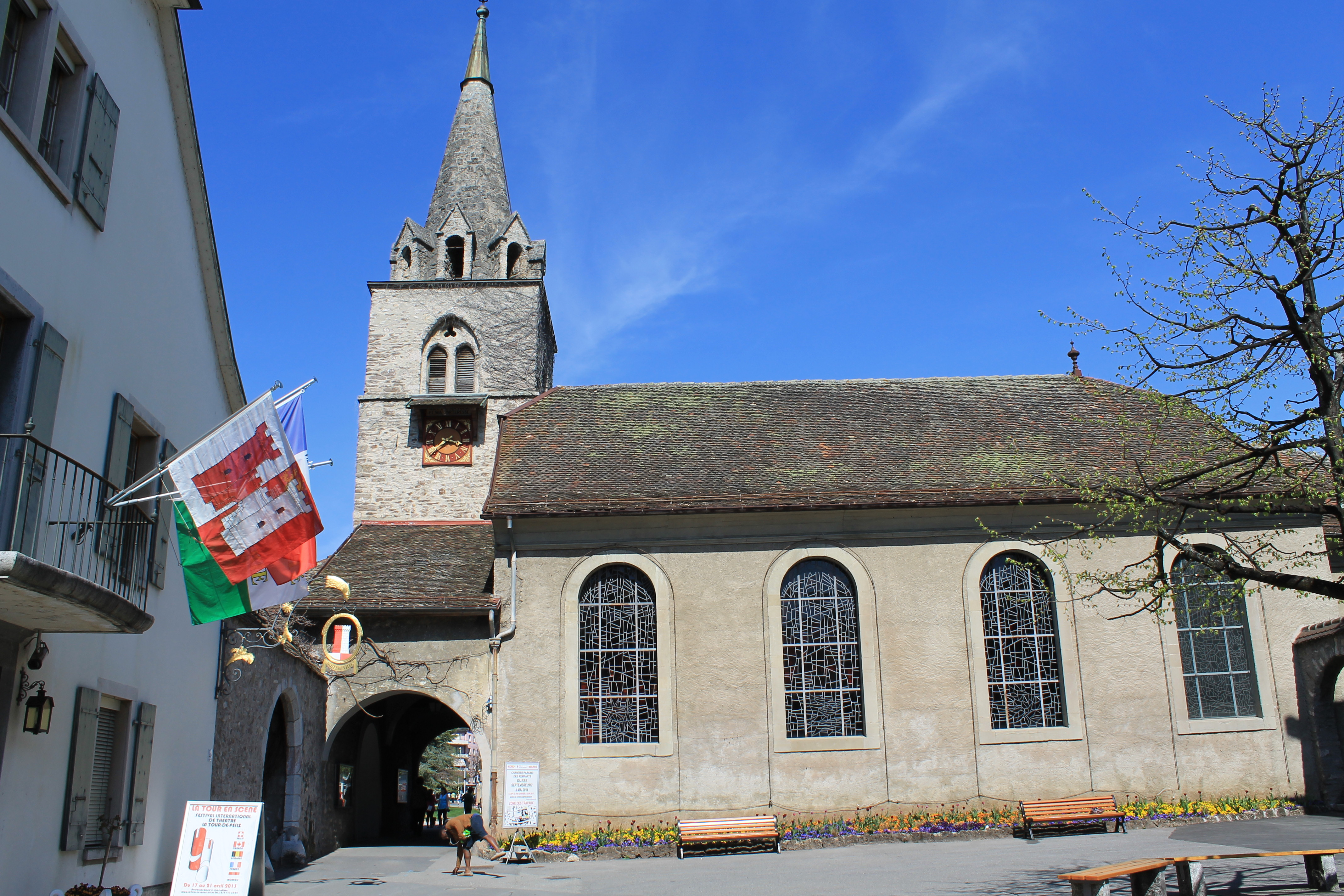
La chiesa di San Teodulo

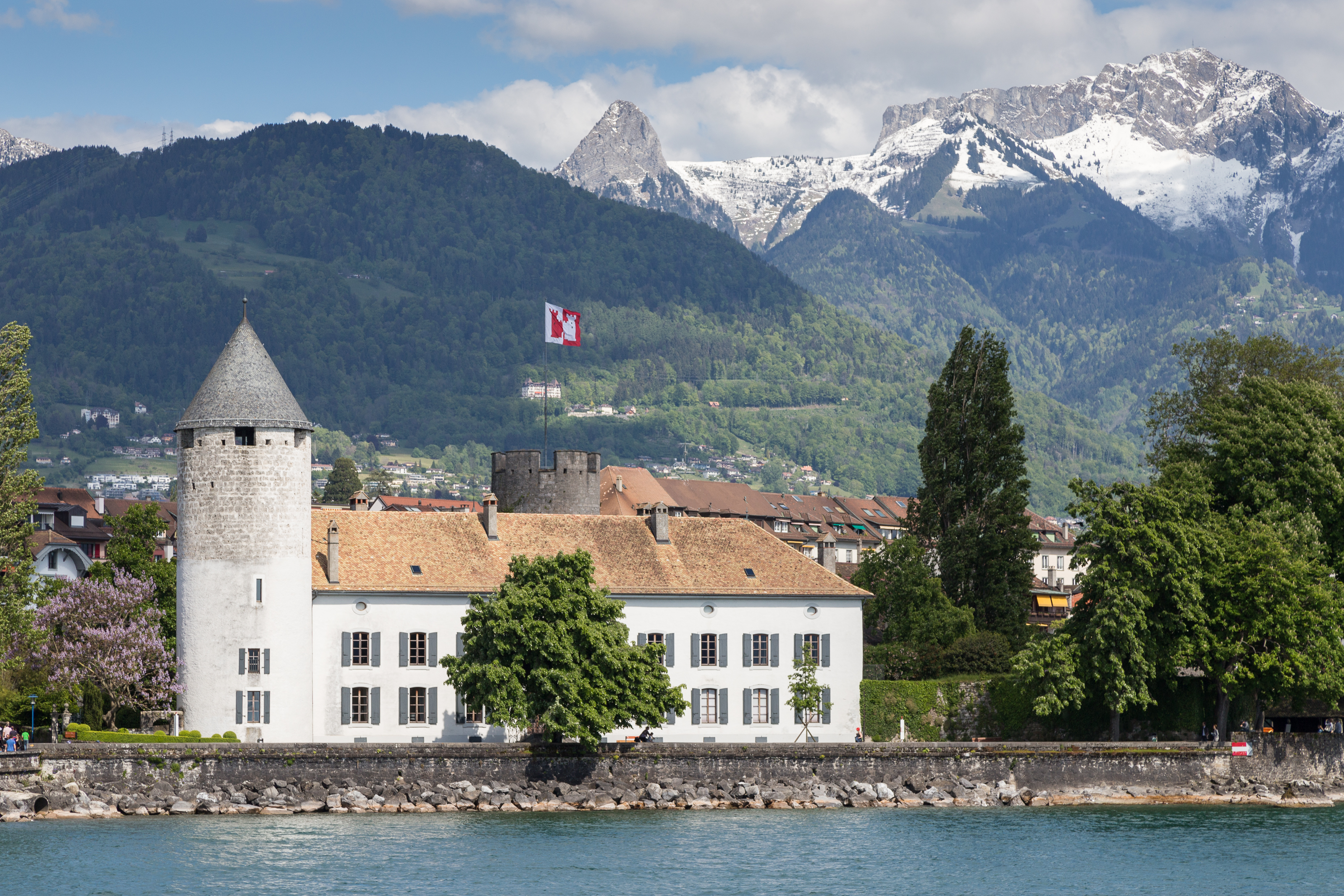
Il castello di La Tour-de-Peilz

- Chiesa riformata di San Teodulo, eretta nel 1307 e ricostruita nel 1536 e nel 1792-1796[1];
- Castello di La Tour-de-Peilz, ricostruito nel 1282-1288 e nel 1749[1].

## Società

### Evoluzione demografica
L'evoluzione demografica è riportata nella seguente tabella:
Abitanti censiti

## Infrastrutture e trasporti

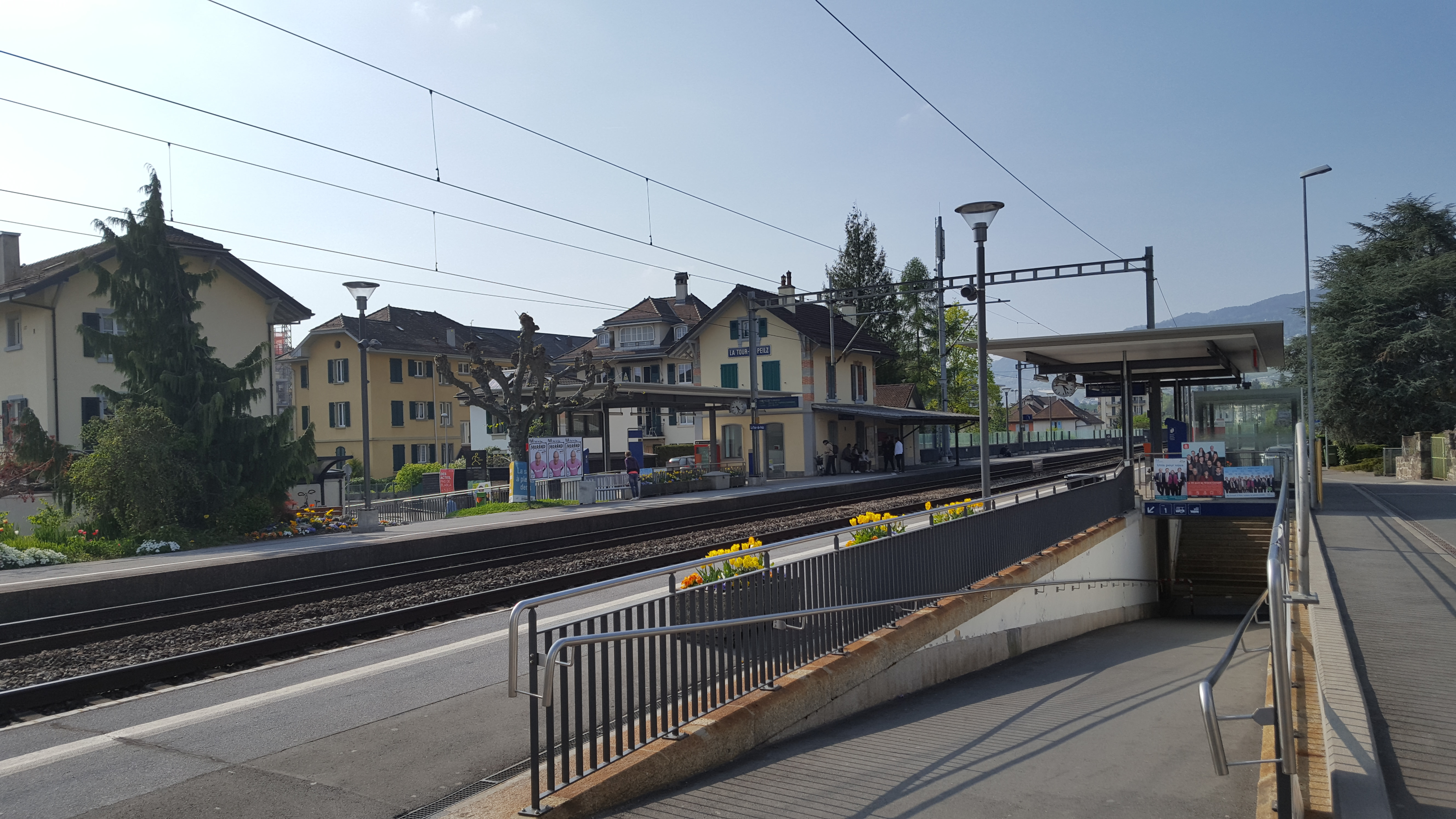
La stazione di La Tour-de-Peilz

La Tour-de-Peilz è servito dall'omonima stazione sulla ferrovia Losanna-Briga.

## Amministrazione
Ogni famiglia originaria del luogo fa parte del cosiddetto comune patriziale e ha la responsabilità della manutenzione di ogni bene ricadente all'interno dei confini del comune.